# Leslie Clio/Diskografie
Diese Diskografie ist eine Übersicht über die musikalischen Werke der deutschen Popsängerin Leslie Clio und ihres Pseudonyms Kid Clio. Den Schallplattenauszeichnungen zufolge hat sie bisher mehr als 180.000 Tonträger verkauft, davon alleine in ihrer Heimat über 150.000. Ihre erfolgreichste Veröffentlichung ist die Single I Couldn’t Care Less mit über 150.000 verkauften Einheiten.

## Alben

### Studioalben
| Jahr | Titel Musiklabel                     | Höchstplatzierung, Gesamtwochen, AuszeichnungChartplatzierungen (Jahr, Titel, Musiklabel, Platzierungen, Wochen, Auszeichnungen, Anmerkungen) | Höchstplatzierung, Gesamtwochen, AuszeichnungChartplatzierungen (Jahr, Titel, Musiklabel, Platzierungen, Wochen, Auszeichnungen, Anmerkungen) | Höchstplatzierung, Gesamtwochen, AuszeichnungChartplatzierungen (Jahr, Titel, Musiklabel, Platzierungen, Wochen, Auszeichnungen, Anmerkungen) | Anmerkungen                           |
| Jahr | Titel Musiklabel                     | DE | AT | CH | Anmerkungen                           |
| ---- | ------------------------------------ | --- | --- | --- | ------------------------------------- |
| 2013 | Gladys Vertigo Records (UMG)         | DE11 (8 Wo.)DE | AT30 (3 Wo.)AT | CH22 (4 Wo.)CH | Erstveröffentlichung: 8. Februar 2013 |
| 2015 | Eureka Vertigo Records (UMG)         | DE14 (3 Wo.)DE | — | CH85 (1 Wo.)CH | Erstveröffentlichung: 17. April 2015  |
| 2017 | Purple Embassy of Music (WMG)        | DE41 (4 Wo.)DE | — | CH67 (2 Wo.)CH | Erstveröffentlichung: 19. Mai 2017    |
| 2022 | Brave New Woman House of Clio (Sony) | DE55 (1 Wo.)DE | — | — | Erstveröffentlichung: 4. Februar 2022 |

### EPs
| Jahr | Titel Musiklabel                        | Anmerkungen                                         |
| ---- | --------------------------------------- | --------------------------------------------------- |
| 2017 | Purple Unplugged Embassy of Music (WMG) | Erstveröffentlichung: 13. Oktober 2017              |
| 2019 | Repeat Embassy of Music (WMG)           | Erstveröffentlichung: 14. Juni 2019 Cover-EP        |
| 2020 | Heute bin ich faul Karussell (UMG)      | Erstveröffentlichung: 4. Dezember 2020 als Kid Clio |

### Kinderalben
| Jahr | Titel Musiklabel          | Anmerkungen                                         |
| ---- | ------------------------- | --------------------------------------------------- |
| 2021 | Highfive! Karussell (UMG) | Erstveröffentlichung: 22. Oktober 2021 als Kid Clio |

## Singles

### Als Leadmusikerin
| Jahr | Titel Album                                          | Höchstplatzierung, Gesamtwochen, AuszeichnungChartplatzierungen (Jahr, Titel, Album, Platzierungen, Wochen, Auszeichnungen, Anmerkungen) | Höchstplatzierung, Gesamtwochen, AuszeichnungChartplatzierungen (Jahr, Titel, Album, Platzierungen, Wochen, Auszeichnungen, Anmerkungen) | Höchstplatzierung, Gesamtwochen, AuszeichnungChartplatzierungen (Jahr, Titel, Album, Platzierungen, Wochen, Auszeichnungen, Anmerkungen) | Anmerkungen                                                       |
| Jahr | Titel Album                                          | DE | AT | CH | Anmerkungen                                                       |
| ---- | ---------------------------------------------------- | --- | --- | --- | ----------------------------------------------------------------- |
| 2012 | Told You So Gladys                                   | DE41 (5 Wo.)DE | AT53 (5 Wo.)AT | — | Erstveröffentlichung: 7. September 2012                           |
| 2013 | I Couldn’t Care Less Gladys                          | DE25 Gold · (26 Wo.)DE | AT25 (18 Wo.)AT | CH66 (2 Wo.)CH | Erstveröffentlichung: 25. Januar 2013 Verkäufe: + 150.000         |
| 2013 | Twist the Knife Gladys                               | — | — | — | Erstveröffentlichung: 26. Juli 2013                               |
| 2015 | My Heart Ain’t That Broken Eureka                    | DE57 (7 Wo.)DE | — | — | Erstveröffentlichung: 3. April 2015                               |
| 2015 | Eureka                                               | — | — | — | Erstveröffentlichung: 28. August 2015                             |
| 2017 | Darkness Is a Filler Purple                          | — | — | — | Erstveröffentlichung: 24. März 2017                               |
| 2017 | And I’m Leaving Purple                               | — | — | — | Erstveröffentlichung: 7. April 2017                               |
| 2017 | Riot Purple                                          | — | — | — | Erstveröffentlichung: 18. August 2017                             |
| 2018 | Rumours Purple (Deluxe Edition)                      | — | — | — | Erstveröffentlichung: 6. April 2018                               |
| 2018 | Home Purple (Deluxe Edition)                         | — | — | — | Erstveröffentlichung: 23. November 2018                           |
| 2019 | The Clapping Song Repeat                             | — | — | — | Erstveröffentlichung: 8. März 2019 Original: Shirley Ellis        |
| 2019 | Perfida Repeat                                       | — | — | — | Erstveröffentlichung: 5. April 2019 Original: Phyllis Dillon      |
| 2019 | Hope of Deliverance Repeat                           | — | — | — | Erstveröffentlichung: 26. April 2019 Original: Paul McCartney     |
| 2019 | You Don’t Own Me Repeat                              | — | — | — | Erstveröffentlichung: 10. Mai 2019 Original: Lesley Gore          |
| 2019 | Lonely Boy Repeat                                    | — | — | — | Erstveröffentlichung: 31. Mai 2019 Original: The Black Keys       |
| 2019 | Take It Easy Repeat                                  | — | — | — | Erstveröffentlichung: 14. Juni 2019 Original: Hopeton Lewis       |
| 2020 | Brave New Woman                                      | — | — | — | Erstveröffentlichung: 6. November 2020                            |
| 2020 | Comment Allez-Vous Brave New Woman                   | — | — | — | Erstveröffentlichung: 11. Dezember 2020                           |
| 2021 | Strangers Again –                                    | — | — | — | Erstveröffentlichung: 15. Januar 2021                             |
| 2021 | Millionair Brave New Woman                           | — | — | — | Erstveröffentlichung: 23. April 2021                              |
| 2021 | Ich flieg’ los –                                     | — | — | — | Erstveröffentlichung: 4. Juni 2021                                |
| 2021 | Girl with a Gun Brave New Woman                      | — | — | — | Erstveröffentlichung: 3. September 2021                           |
| 2021 | Mama oh Mama Highfive!                               | — | — | — | Erstveröffentlichung: 17. September 2021 als Kid Clio             |
| 2021 | Abcdef*ck Off Brave New Woman                        | — | — | — | Erstveröffentlichung: 5. November 2021                            |
| 2021 | Love Is a Shield Brave New Woman                     | — | — | — | Erstveröffentlichung: 3. Dezember 2021 Original: Camouflage       |
| 2021 | Meine beste Freundin Highfive!                       | — | — | — | Erstveröffentlichung: 17. Dezember 2021 als Kid Clio feat. Amanda |
| 2022 | Good Trouble Brave New Woman                         | — | — | — | Erstveröffentlichung: 7. Januar 2022                              |
| 2022 | Comment allez-vous? Brave New Woman                  | — | — | — | Erstveröffentlichung: 1. April 2022                               |
| 2022 | Colours of Your Love –                               | — | — | — | Erstveröffentlichung: 22. Juli 2022                               |
| 2022 | We Used to Love –                                    | — | — | — | Erstveröffentlichung: 11. November 2022                           |
| 2023 | Teardrops –                                          | — | — | — | Erstveröffentlichung: 16. Juni 2023                               |
| 2023 | Casually Cruel –                                     | — | — | — | Erstveröffentlichung: 24. November 2023                           |
| 2024 | Houdini (Acoustic Tuesday Sessions) –                | — | — | — | Erstveröffentlichung: 16. Januar 2024                             |
| 2024 | Mit den Besten –                                     | — | — | — | Erstveröffentlichung: 19. Januar 2024 als Kid Clio                |
| 2024 | Bitter Moon –                                        | — | — | — | Erstveröffentlichung: 3. Mai 2024                                 |
| 2024 | What a Wonderful World (Acoustic Jukebox Sessions) – | — | — | — | Erstveröffentlichung: 1. November 2024 Original: Louis Armstrong  |
| 2025 | Just Friends –                                       | — | — | — | Erstveröffentlichung: 10. Januar 2025                             |

### Als Gastmusikerin
| Jahr | Titel Album                     | Anmerkungen                                                                                  |
| ---- | ------------------------------- | -------------------------------------------------------------------------------------------- |
| 2014 | No Man No Cry (Remixes) I am OK | Erstveröffentlichung: 10. Oktober 2014 Verkäufe: + 35.000; Oliver Koletzki feat. Leslie Clio |
| 2019 | Everyday People Colors          | Erstveröffentlichung: 18. Januar 2019 Max Mutzke feat. Leslie Clio                           |
| 2023 | Raumschiff Große Pause          | Erstveröffentlichung: 5. Mai 2023 Anton feat. Kid Clio                                       |

## Musikvideos
| Jahr | Titel                      | Regisseur(e)                            |
| ---- | -------------------------- | --------------------------------------- |
| 2012 | Told You So                | Baris Aladag                            |
| 2013 | I Couldn’t Care Less       | Justin Izumi, Maximilian Wiedenhofer    |
| 2013 | Twist the Knife            | Justin Izumi, Maximilian Wiedenhofer    |
| 2014 | Heatwave                   | Mira Kristoffersen                      |
| 2015 | My Heart Ain’t That Broken | Justin Izumi, Maximilian Wiedenhofer    |
| 2015 | Eureka                     |                                         |
| 2017 | Darkness Is a Filler       | Michael Robinson                        |
| 2017 | And I’m Leaving            | Leslie Clio, Michael Robinson           |
| 2017 | Riot                       | Leslie Clio, Michael Robinson           |
| 2017 | War Is Over                | Christoph Heidrich, Benedikt Schnermann |
| 2018 | Only Music                 | Andreas Z. Simon                        |
| 2018 | Home                       | Ben Galster                             |
| 2019 | The Clapping Song          | Ben Galster                             |
| 2019 | Perfidia                   | Ben Galster                             |
| 2019 | Take It Easy               | Ben Galster                             |
| 2020 | Heute bin ich faul         | Charlotte Simon                         |
| 2021 | Strangers Again            | Charly Dreyfuss                         |
| 2021 | Millionaire                | Dominik Galizia                         |
| 2021 | Ich flieg’ los             |                                         |
| 2021 | Girl with a Gun            | Leslie Clio                             |
| 2021 | Mama oh Mama               | Leslie Clio                             |
| 2021 | Meine beste Freundin       | Michael Klich                           |
| 2022 | Good Trouble               | Laura Martinova                         |
| 2023 | Raumschiff                 |                                         |
| 2023 | Casually Cruel             | Jens Christian Susa                     |
| 2025 | Just Friends               | Leslie Clio                             |

## Sonderveröffentlichungen
| Jahr | Titel Album                     | Anmerkungen                                                                 |
| ---- | ------------------------------- | --------------------------------------------------------------------------- |
| 2014 | No Man No Cry (Remixes) I am OK | Erstveröffentlichung: 16. Mai 2014 Oliver Koletzki feat. Leslie Clio        |
| 2015 | Heatwave For the Love of It     | Erstveröffentlichung: 30. Januar 2015 Shuko feat. Talib Kweli & Leslie Clio |
| 2018 | Everyday People Colors          | Erstveröffentlichung: 28. September 2018 Max Mutzke feat. Leslie Clio       |
| 2023 | Raumschiff Große Pause          | Erstveröffentlichung: 16. Juni 2023 Anton feat. Kid Clio                    |

| Jahr | Titel Album                                                            | Anmerkungen                                                                     |
| ---- | ---------------------------------------------------------------------- | ------------------------------------------------------------------------------- |
| 2014 | Anne Kaffeekanne Giraffenaffen 3                                       | Erstveröffentlichung: 14. November 2014 Original: Fredrik Vahle                 |
| 2018 | Only Music Dein Song 2018                                              | Erstveröffentlichung: 16. März 2018 mit Julia Gilde                             |
| 2018 | Arizona Man Sing meinen Song – Das Tauschkonzert Vol. 5                | Erstveröffentlichung: 11. Mai 2018 Original: Mary Roos                          |
| 2018 | Auf dem Weg Sing meinen Song – Das Tauschkonzert Vol. 5                | Erstveröffentlichung: 11. Mai 2018 Original: Mark Forster                       |
| 2018 | Halt dich an mir fest Sing meinen Song – Das Tauschkonzert Vol. 5      | Erstveröffentlichung: 11. Mai 2018 Original: Revolverheld feat. Marta Jandová   |
| 2018 | Müssen nur wollen Sing meinen Song – Das Tauschkonzert Vol. 5          | Erstveröffentlichung: 11. Mai 2018 Original: Wir sind Helden                    |
| 2018 | Song for No One Sing meinen Song – Das Tauschkonzert Vol. 5            | Erstveröffentlichung: 11. Mai 2018 Original: Alphaville                         |
| 2018 | Wild Love Sing meinen Song – Das Tauschkonzert Vol. 5                  | Erstveröffentlichung: 11. Mai 2018 Original: Rea Garvey                         |
| 2018 | Fairytale of New York Sing meinen Song – Das Weihnachtskonzert Vol. 5  | Erstveröffentlichung: 23. November 2018 Original: The Pogues; mit Rea Garvey    |
| 2018 | What a Wonderful World Sing meinen Song – Das Weihnachtskonzert Vol. 5 | Erstveröffentlichung: 23. November 2018 Original: Louis Armstrong               |
| 2023 | Warum bin ich so fröhlich? Giraffenaffen 8                             | Erstveröffentlichung: 15. September 2023 Original: Herman van Veen – Zo vrolijk |

| Jahr | Titel Soundtrack zu                                         | Anmerkungen                                                                  |
| ---- | ----------------------------------------------------------- | ---------------------------------------------------------------------------- |
| 2013 | I Couldn’t Care Less Schlussmacher* • Heute bin ich blond** | Erstveröffentlichung: 11. Januar 2013* Erstveröffentlichung: 28. März 2013** |

## Promoveröffentlichungen
| Jahr | Titel Album                                                       | Anmerkungen                                                                     |
| ---- | ----------------------------------------------------------------- | ------------------------------------------------------------------------------- |
| 2018 | Halt dich an mir fest Sing meinen Song – Das Tauschkonzert Vol. 5 | Erstveröffentlichung: 24. April 2018 Original: Revolverheld feat. Marta Jandová |
| 2018 | Wild Love Sing meinen Song – Das Tauschkonzert Vol. 5             | Erstveröffentlichung: 8. Mai 2018 Original: Rea Garvey                          |
| 2023 | Warum bin ich so fröhlich? Giraffenaffen 8                        | Erstveröffentlichung: 23. Juni 2023 Original: Herman van Veen – Zo vrolijk      |

## Statistik

### Chartauswertung
|                     | DE    | AT    | CH    |
| ------------------- | ----- | ----- | ----- |
| Nummer-eins-Alben   | DE—DE | AT—AT | CH—CH |
| Top-10-Alben        | DE—DE | AT—AT | CH—CH |
| Alben in den Charts | DE4DE | AT1AT | CH3CH |

|                       | DE    | AT    | CH    |
| --------------------- | ----- | ----- | ----- |
| Nummer-eins-Singles   | DE—DE | AT—AT | CH—CH |
| Top-10-Singles        | DE—DE | AT—AT | CH—CH |
| Singles in den Charts | DE3DE | AT2AT | CH1CH |

### Auszeichnungen für Musikverkäufe
| Goldene Schallplatte - Italien - 2020: für die Single No Man No Cry |

Anmerkung: Auszeichnungen in Ländern aus den Charttabellen bzw. Chartboxen sind in ebendiesen zu finden.
| Land/RegionAuszeichnungen für Musikverkäufe (Land/Region, Auszeichnungen, Verkäufe, Quellen) | Gold     | Platin | Verkäufe | Quellen           |
| -------------------------------------------------------------------------------------------- | -------- | ------ | -------- | ----------------- |
| Deutschland (BVMI)                                                                           | Gold1    | —      | 150.000  | musikindustrie.de |
| Italien (FIMI)                                                                               | Gold1    | —      | 35.000   | fimi.it           |
| Insgesamt                                                                                    | 2× Gold2 | —      |          |                   |